# Signum (Textverarbeitungsprogramm)
Signum! (lateinisch für Zeichen!), programmiert von Franz Schmerbeck, war 1986 eine der ersten voll grafikbasierten Textverarbeitungen. Entwickelt war es für den Atari ST mit seiner grafischen Benutzeroberfläche GEM unter TOS, als MS-DOS noch rein befehlsorientiert gesteuert wurde. Die letzte erschienene Version ist Signum!4.4 Update 1.

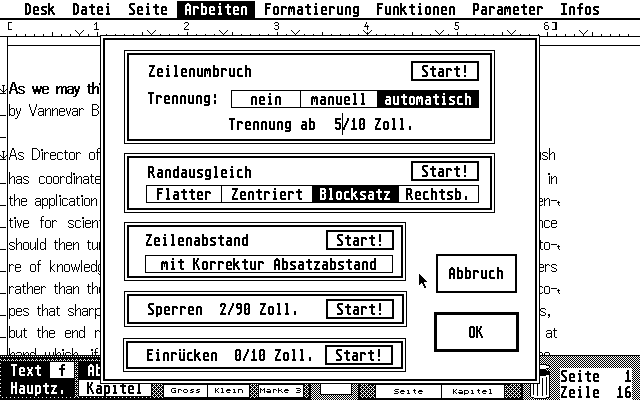
Screenshot von Signum! 2 (1987) mit offenem Textdokument und Absatzkontrolldialog, auf einem monochromen Bildschirm

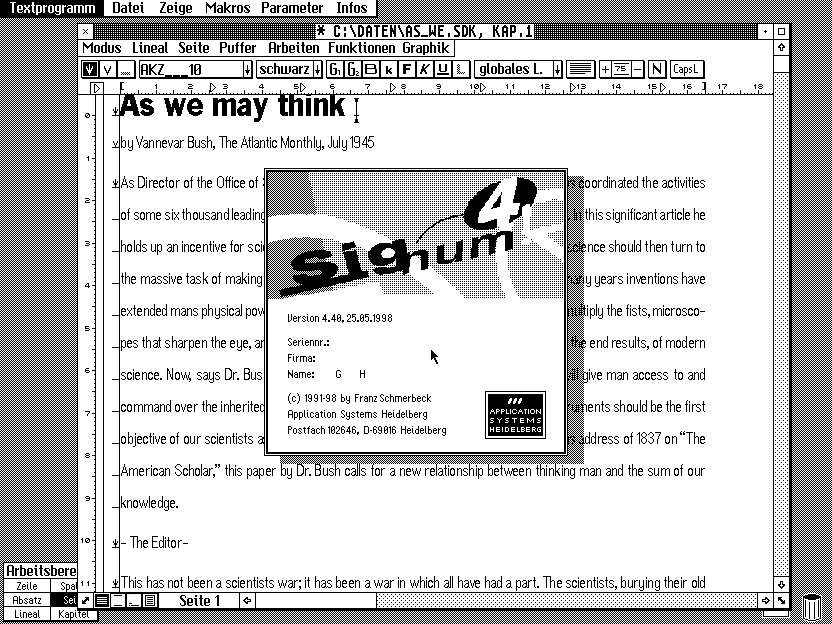
Screenshot von Signum! 4.4 (1998) mit offenem Textdokument, auf einem monochromen Bildschirm

Durch eine Vielzahl von Free- und Shareware-Fonts und einen Schrifteditor zur Erzeugung beliebiger neuer Zeichen war die Textverarbeitung sehr universell und galt neben Tempus-Word, WordPerfect, That’s write und Papyrus als eine der besten Textverarbeitungen für den Atari. Ein weiteres Merkmal war die zur damaligen Zeit einmalige Ausgabequalität des Programms, die jedoch zu deutlich längeren Druckzeiten führte. Die Verwendung von auf dem Rechner generierten Bitmap-Schriften, statt der im Drucker fest implementierten Schriftarten, ermöglichte auch auf den damals gebräuchlichen 9- und 24-Nadeldruckern die Erzeugung von Ausdrucken nahe einer Photosatzqualität. Sowohl für Naturwissenschaftler wie für Geisteswissenschaftler war dies ein großer Vorteil. Zudem war Signum! auch erheblich preisgünstiger als z. B. die Produkte von Microsoft.

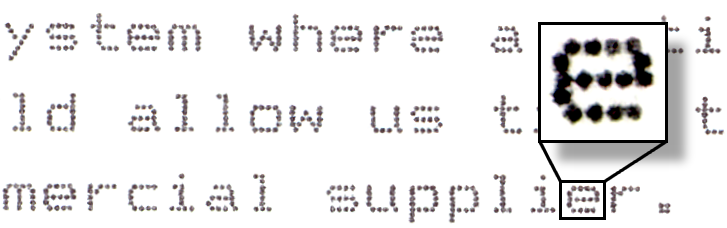
Typisches Druckergebnis eines damaligen 9pin-Matrixdruckers.

 Einen Eindruck des Satzes im Vergleich zu üblichen Druckergebnissen eines Matrixdruckers (rechts) gewährt diese Seite.
Mit dem Rückgang der Anwenderzahl der Atari-ST-Computerreihe und der Auflösung von Atari ging zwar auch die Anwenderzahl von Signum! zurück, vielerorts wird es aber entweder auf Atari-Rechnern oder auf PCs/Macs mit Hilfe von Emulatoren immer noch benutzt.

## Signum! in den Naturwissenschaften
Signum! war insbesondere bei Studenten der Mathematik und der Naturwissenschaften beliebt, weil sich mit dem Programm auch komplizierteste Formeln setzen ließen. Durch die Möglichkeit der freien Platzierung aller Zeichen konnten beispielsweise auch komplizierte Formeln typographisch korrekt eingegeben werden.
Vor der Markteinführung durch Application Systems Heidelberg wurde Signum! zeitweise EDNA ("Editor für Naturwissenschaftler") genannt.

## Signum! in den Geisteswissenschaften
Signum! war nicht nur bei Naturwissenschaftlern und Mathematikern beliebt, es eignete sich ebenso ausgezeichnet auch für die Arbeit von Geisteswissenschaftlern und besonders von Theologen und Orientalisten: Die Option, beliebige Zeichen selbst entwerfen zu können, führte im universitären Bereich zur Entwicklung von griechischen, hebräischen, arabischen, koptischen und etlichen anderen Zeichensätzen, die im Bereich der klassischen Philologie, der Orientalistik und der biblischen Theologie benötigt wurden, aber mit anderen Textverarbeitungen  nicht realisiert werden konnten. Zudem konnte man mit dem „Reverse Accessory“ auch von rechts nach links schreiben, was für die semitischen Sprachen natürlich ideal war.
Bis weit in die 1990er-Jahre hinein gab es im Bereich der IBM-kompatiblen PCs keine Textverarbeitung, die einem Altsprachler auch nur annähernd ähnlich gute Möglichkeiten bot.